# Verona
Verona je město v severní Itálii v oblasti Benátsko a hlavní město provincie Verona. Je to druhé největší město v Benátsku, hned po Benátkách. Město leží asi 100 km Z od Benátek, 30 km V od Gardského jezera, historické město ze tří stran obtéká řeka Adige. Pro svoji krásu a bohatství památek je Verona vyhledávána turisty. Anglický dramatik William Shakespeare do ní zasadil děj své slavné tragédie Romeo a Julie.
Od roku 2000 je historické centrum Verony zařazeno na seznam světového dědictví UNESCO.

## Historie

### Starověk
Místo bylo osídleno už v pravěku. Od roku 89 př. n. l. to byla římská kolonie, která se postupně vyvinula ve významnou metropoli celé oblasti. Císař Augustus zde dal postavit velkolepý amfiteátr (dokončený kolem roku 30 za císaře Tiberia) a další císařové město obehnali hradbami.

### Středověk
Ve středověku se Verona těšila největšímu významu. Ostrogótský král Theodorich Veliký (+526) si ji zvolil spolu s Ravennou a Pavií za svoji residenci, stejně jako král Valerián, až byla vypleněna v gótské válce v letech 532–552. Alboin, král Lombardů, který ji roku 569 učinil jednou ze dvou sídelních rezidencí svého království, zde byl roku 572 zavražděn. Poslední král, Desideriův syn Adalgisus, až do roku 774 odolával nájezdům Karla Velikého, který však potom Lombardské království zničil. Později zde sídlili franští králové, kteří odtud ovládali severní Itálii.

### Veronští vládci

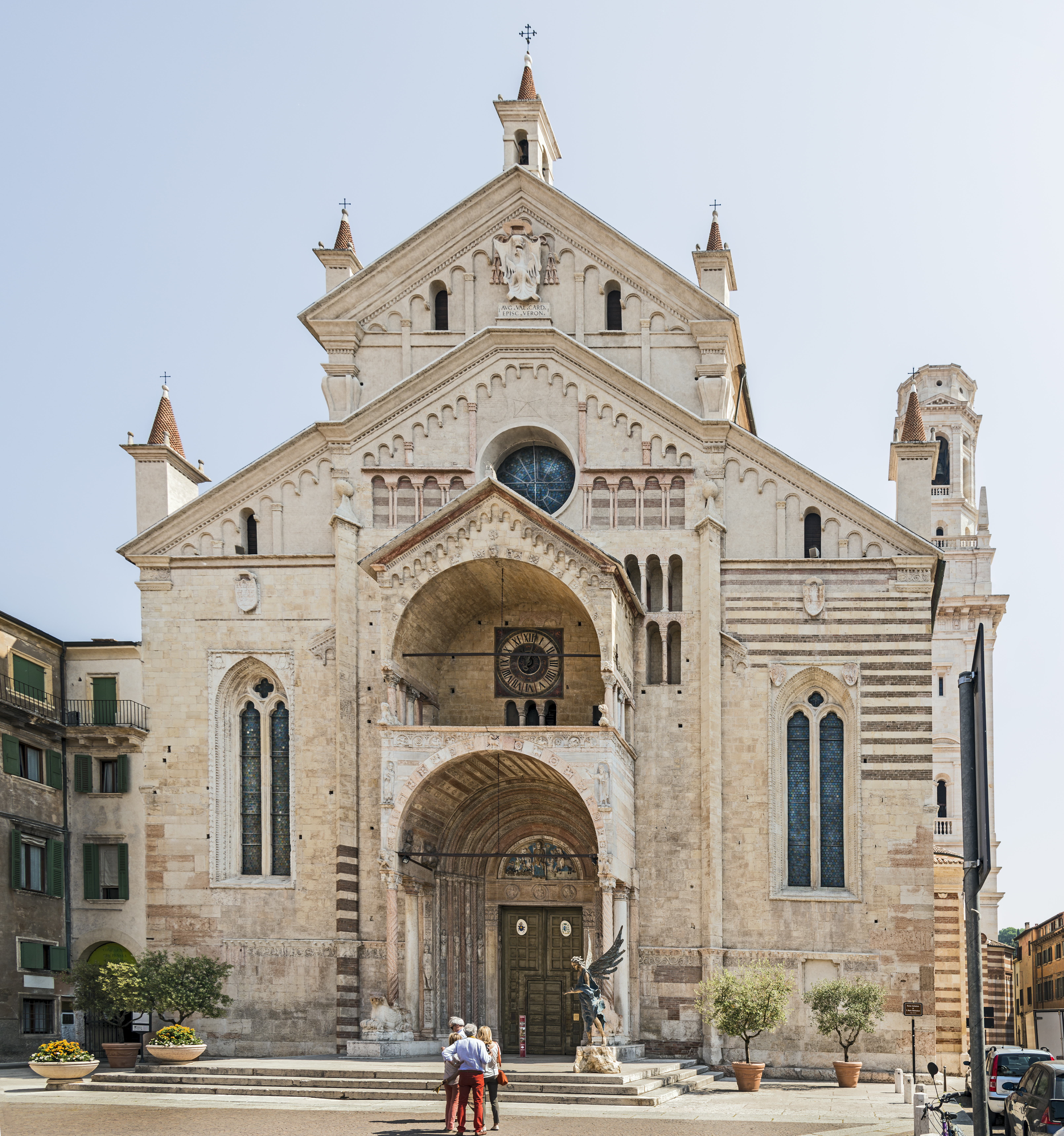
Katedrála (Duomo SM Matricolare)

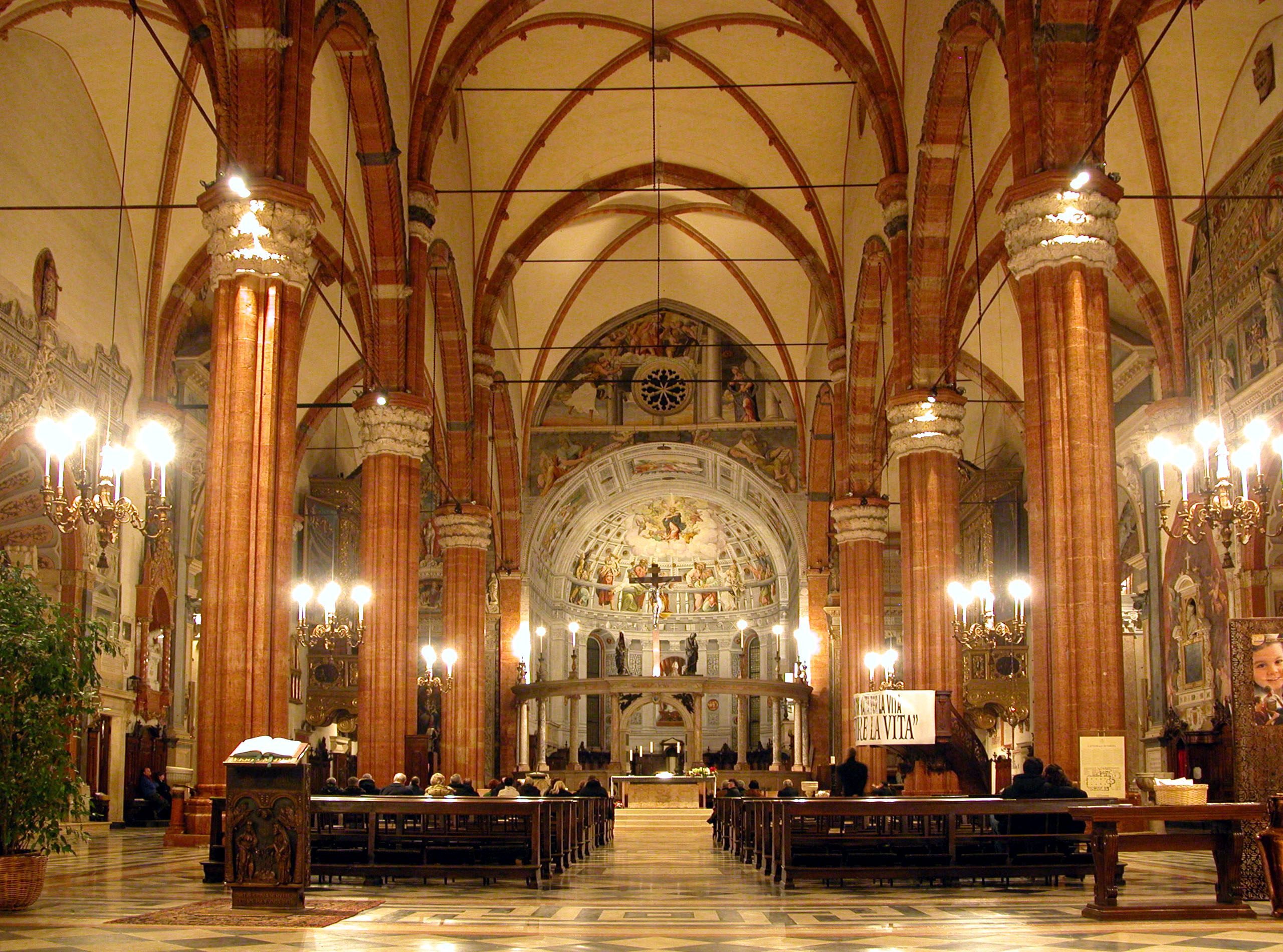
Katedrála, vnitřek

Někdy kolem roku 1100 město, které zbohatlo hlavně obchodem a hedvábnictvím, získalo městská práva. Roku 1117 je postihlo velké zemětřesení, po němž byla většina kostelů a veřejných budov přestavěna. Od 12. století, kdy o severní Itálii usiloval římský císař, zde probíhal zápas mezi papežskou a císařskou stranou (Guelfové a ghibellini). V roce 1263 začalo 127leté období vlády rodu Scaligerů (it. de Scalis nebo della Scala). Jejich cesta k moci byla nemilosrdná a krutá, Scaligerové však přinesli městu, vyčerpanému sváry a nepřátelstvím mezi rody, mír a velmi je zvelebili. Ukázalo se, že byli poměrně spravedlivými vládci. Dante Alighieri, který pobýval na jejich dvoře počátkem 14. století, věnoval svůj Ráj, poslední část Božské komedie, Cangrandovi I. V 15. a 16. století působila ve Veroně slavná malířská škola, zejména Pisanello (1387–1451), a narodil se zde Paolo Veronese, který však působil hlavně v Benátkách. V roce 1387 padla Verona do rukou Viscontiů z Milána. Od roku 1404 patřilo město Benátkám, roku 1797 je dobyl Napoleon I., který je však předal Rakousku. Roku 1866 bylo Benátsko připojeno ke sjednocené Itálii.

## Pamětihodnosti

### Střed města
Středem historického města je podlouhlé tržiště Piazza delle Erbe (Zelný trh) na místě římského fóra, s měšťanskými domy a paláci ze 13.–17. století. Uprostřed náměstí stojí Capitello, pavilon na čtyřech sloupech ze 16. století, směrem k SZ je fontána s římskou sochou Madona da Verona a ještě dál sloup s benátským lvem. Na severu náměstí uzavírá renesanční Palazzo Maffei se středověkou věží a podivuhodným točitým schodištěm uvnitř. Západní stranu náměstí tvoří měšťanské domy, zhruba uprostřed Casa dei Mercanti s loggií a cimbuřím. Na východní straně je několik paláců s malovanými fasádami a dále na jih mohutná radnice, Palazzo della Ragione s věží Torre dei Lamberti vysokou 98 m z roku 1194.
Pod obloukem na východní straně náměstí kolem Palazzo della ragione se prochází na náměstí Piazza dei Signori, v jehož středu stojí pomník Dante Alighieriho. Jižní stranu tvoří radnice a soudní palác s velikým arkádovým dvorem. Na východní straně stojí Prefettura ze 13. století a severní stranu představuje slavná La Loggia, raně renesanční radnice z konce 15. století. Východně od tohoto náměstí se nacházejí pozdně gotické Arche Scaligere (Hrobka Scaligerů) a kostelík S. Maria Antica, snad z 9. století.
Na jih od náměstí delle Erbe, v ulici Capello, stojí Casa di Giulietta, středověký měšťanský dům, který patřil rodu Capuletů; ve dvoře je „Juliin balkon“ a v domě muzeum staré Verony.

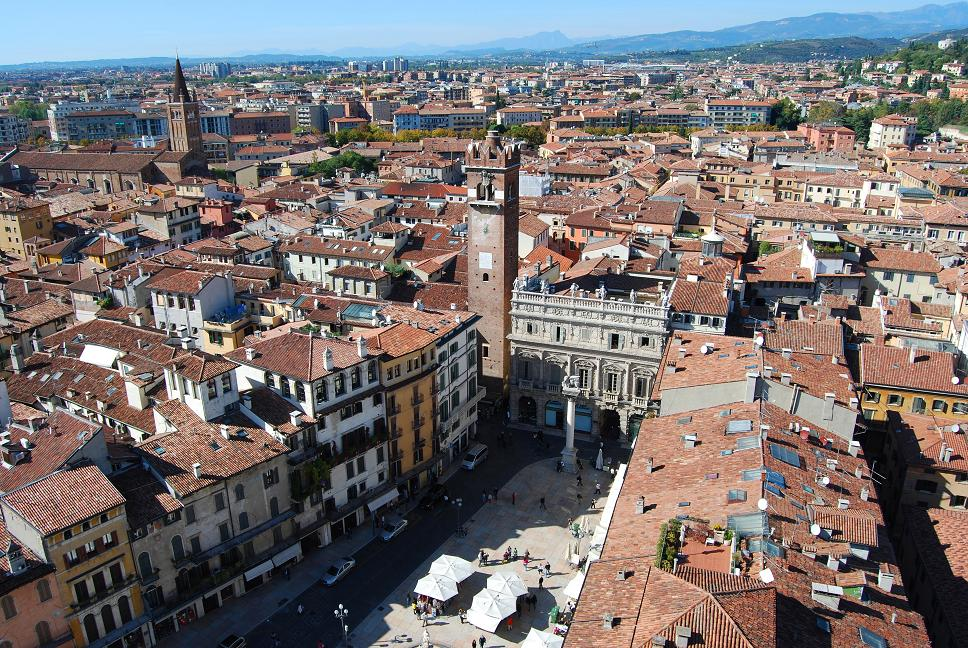
Piazza delle Erbe z věže
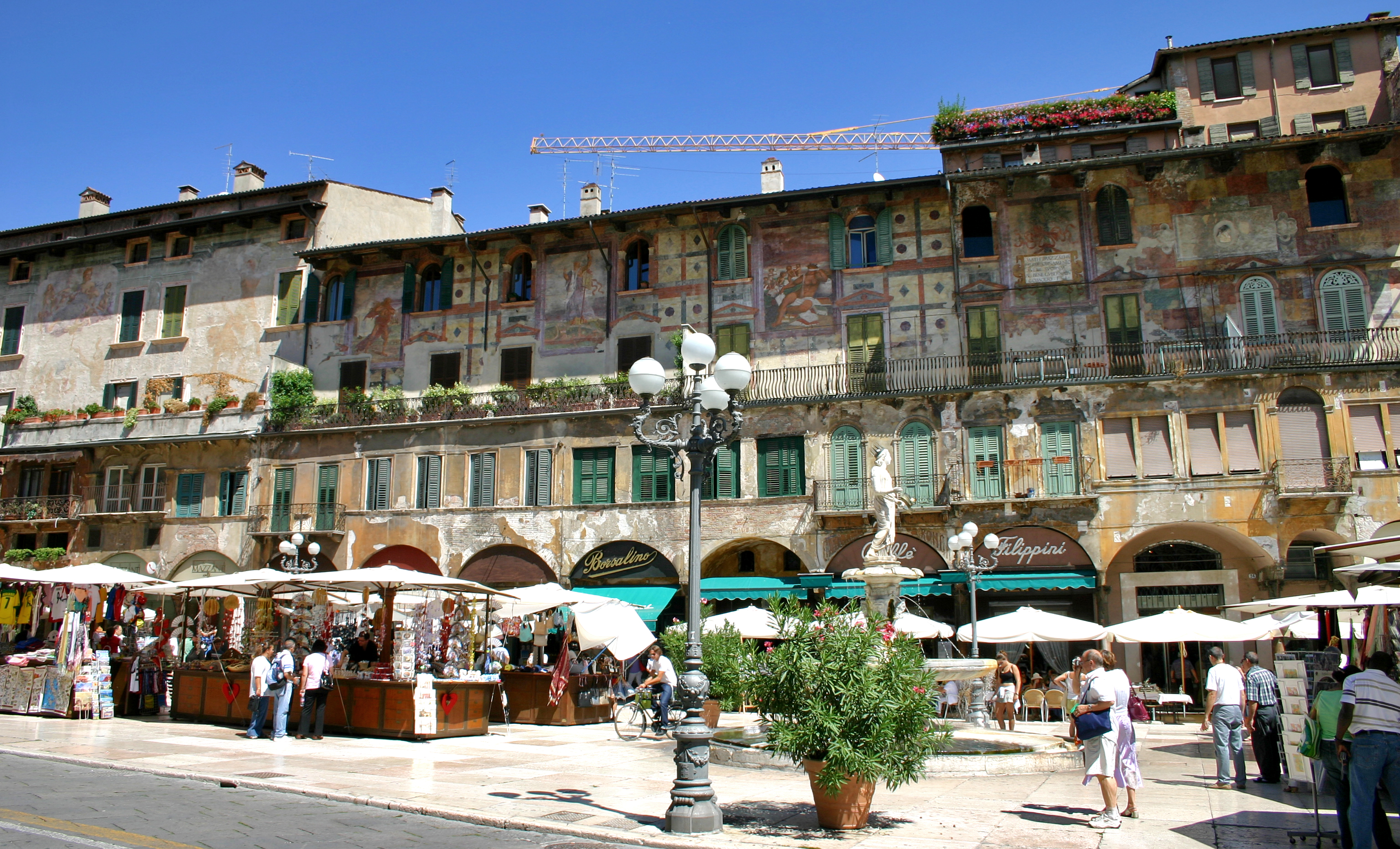
Domy na Piazza delle Erbe
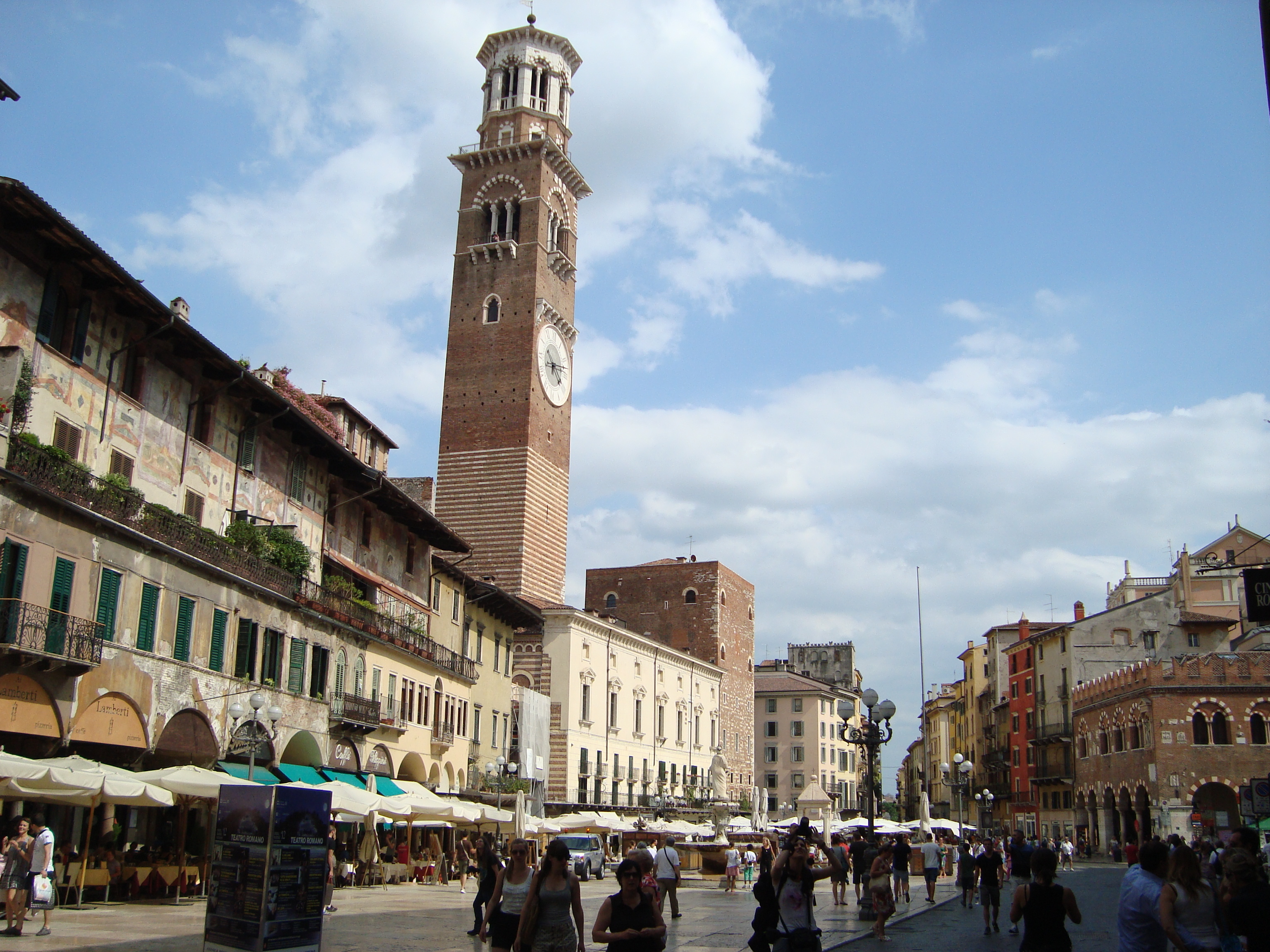
Piazza delle Erbe a věž Lamberti
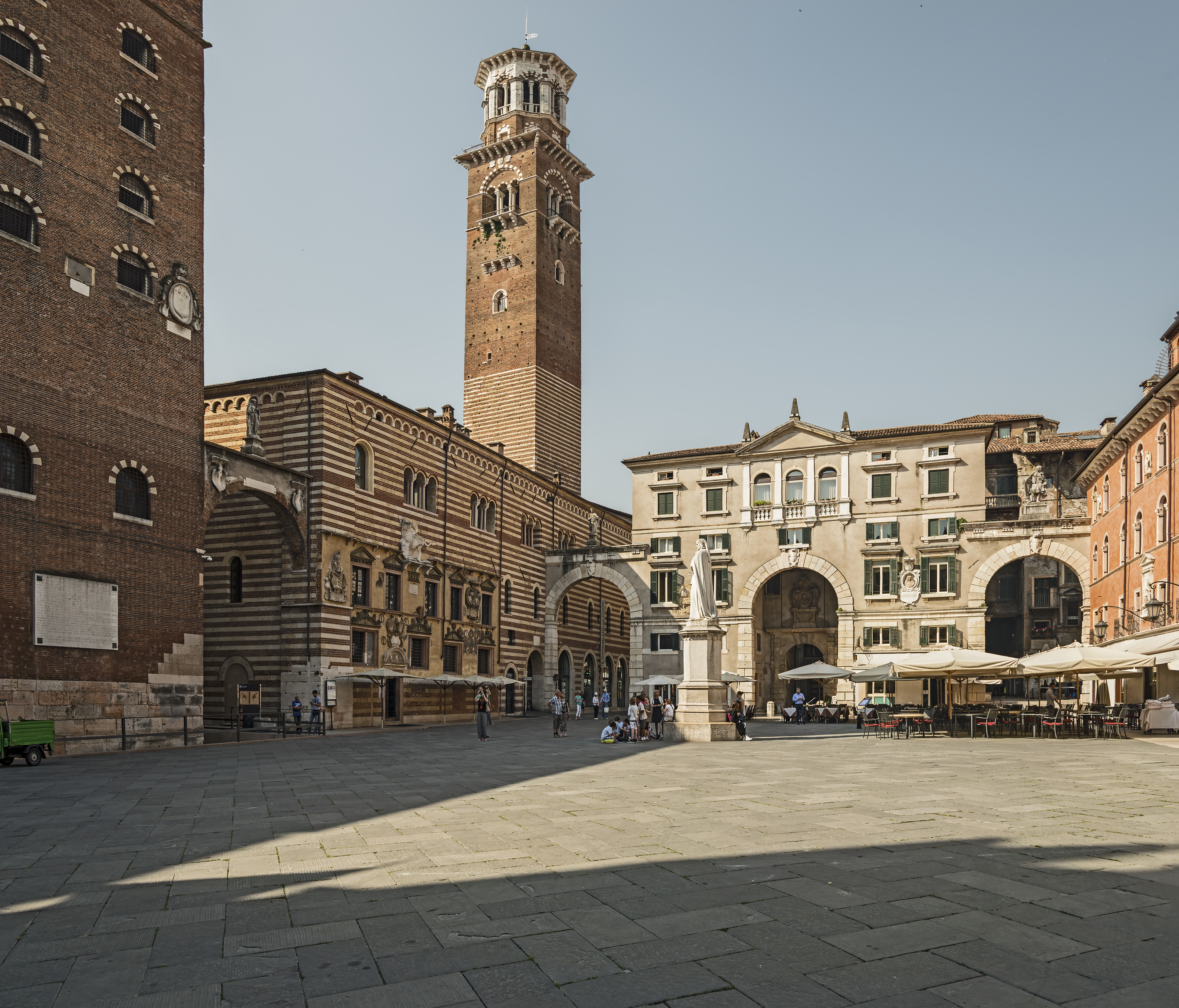
Piazza dei Signori, vlevo Palazzo del Comune
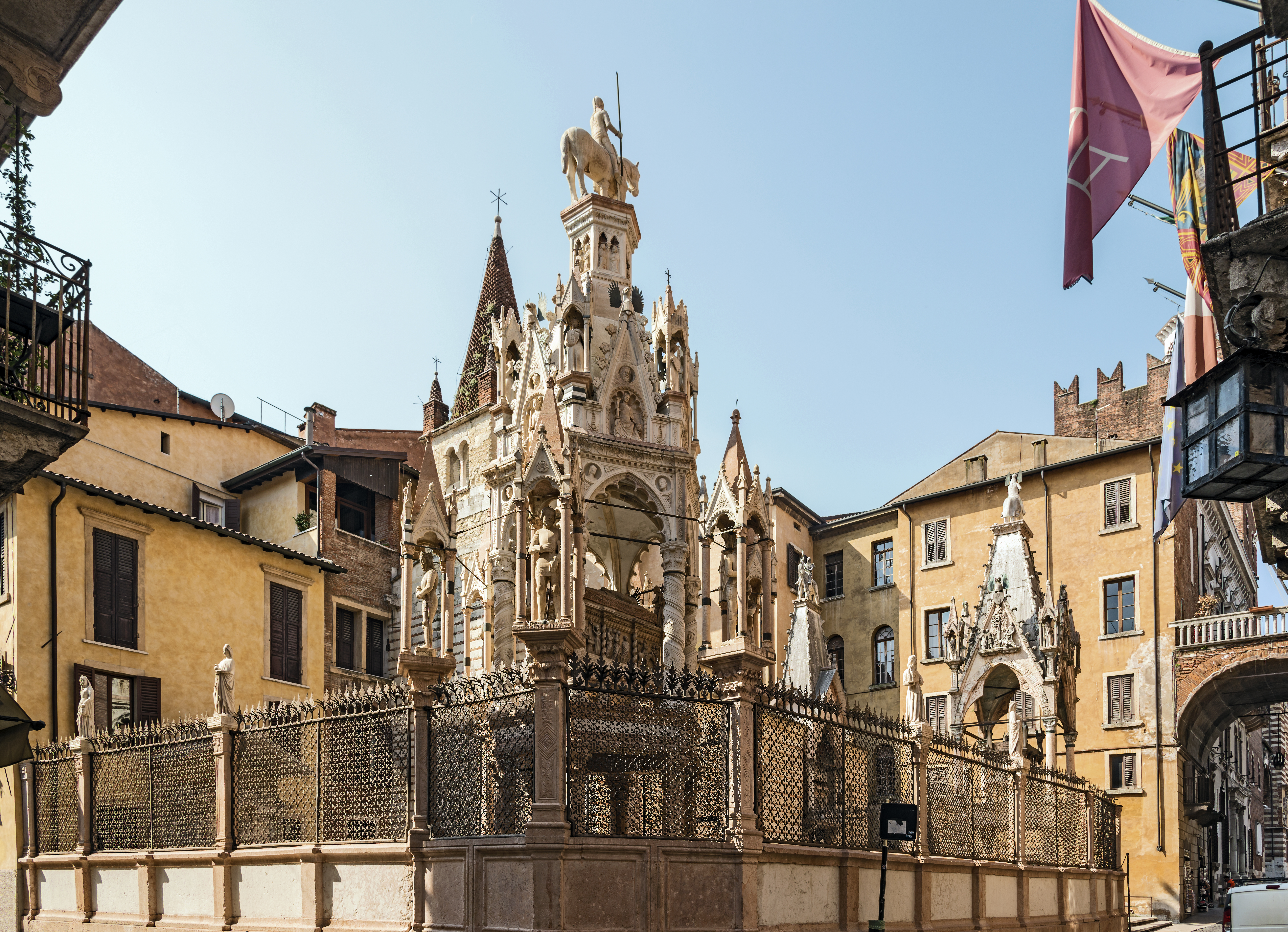
Arche Scaligere a SM Antica

### Římské stavby

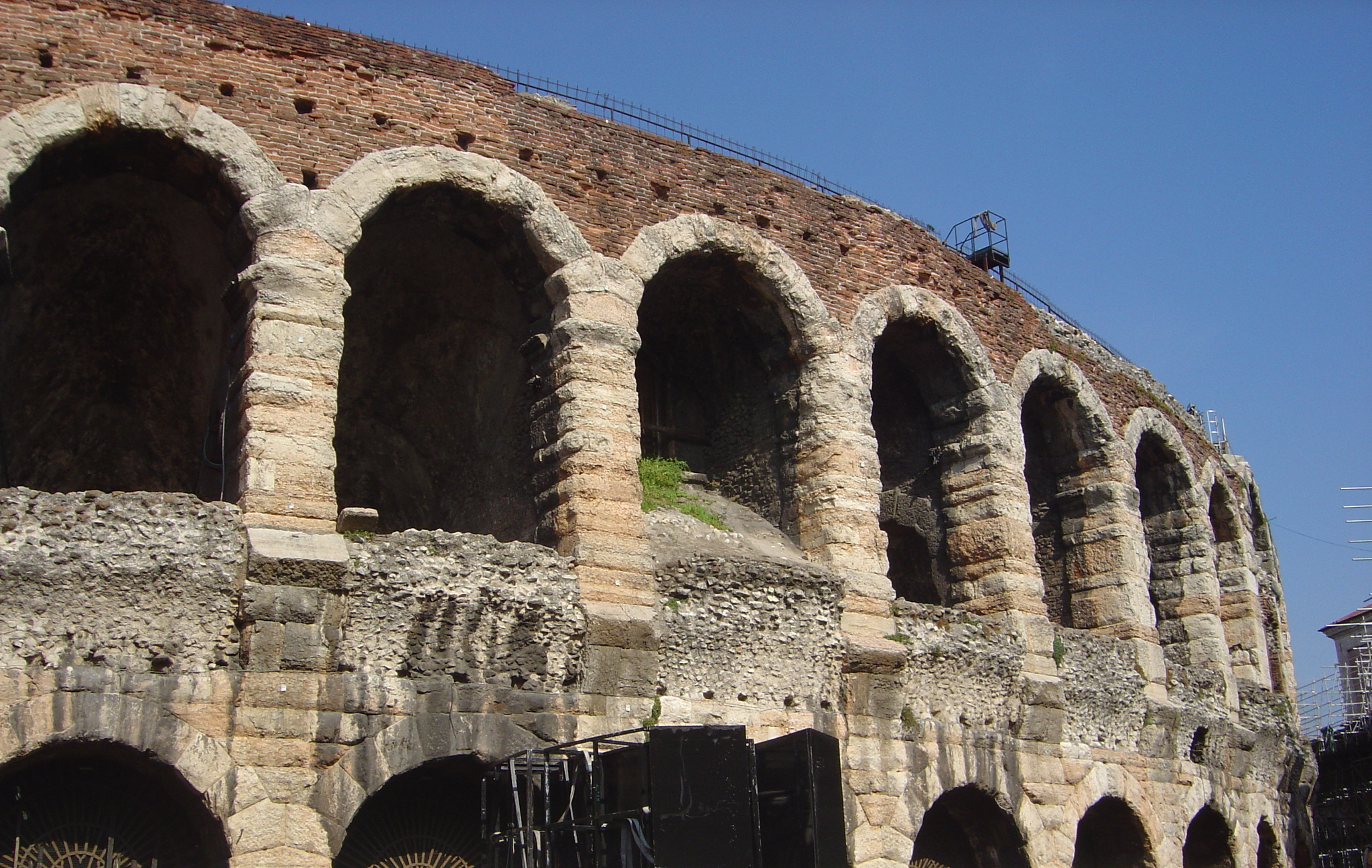
Arena

Centrum města zhruba zachovalo plán římského města s křížem ulic (dnešní Corso Porta Borsari a Giuseppe Garibaldi) a fórem v místech dnešního Piazza delle Erbe. Úroveň však byla tehdy o několik metrů níže, takže římské stavby jsou často v podzemí a sklepích.
Aréna v jižní části historického města o rozměrech 139 x 110 m, dokončená za císaře Tiberia v roce 30, je třetí největší na světě po římském Koloseu a po amfiteátru v Capui nedaleko Neapole. Aréna pojala téměř 30 tisíc diváků a návštěvníci sem přicházeli z celého Veneta, aby zhlédli bitvy a gladiátorské zápasy. Amfiteátr se proto později využíval k veřejným popravám, veletrhům, divadelním a operním představením a býčím zápasům. Zemětřesení v roce 1117 přečkala pouze čtyři pole ozdobné vnější stěny s mramorovým obkladem. Vnitřní dvoupatrové arkády se 74 oblouky se však zachovaly, stejně jako vnitřek arény. Dnes aréna slouží k divadelním představením, v létě se zde konají divadelní festivaly.
Římské divadlo za řekou v severní části města pochází z 1. století př. n. l., po staletí se však nepoužívalo, až v 18. století bohatý měšťan skoupil všechny domy, jež v něm stály, a divadlo obnovil. 
Také část mostu Ponte di Pietra, který k divadlu vede, pochází z 1. století.
Brána Porta Borsari ve stejnojmenné ulici pochází z 1. století př. n. l. a zbytek brány na Porta Leoni na východě pochází z císařské doby (Gallienus, 3. století). Poblíž hradu Castelvecchio se nachází římský vítězný oblouk z 1. století Arco dei Gavi.

### Románské stavby

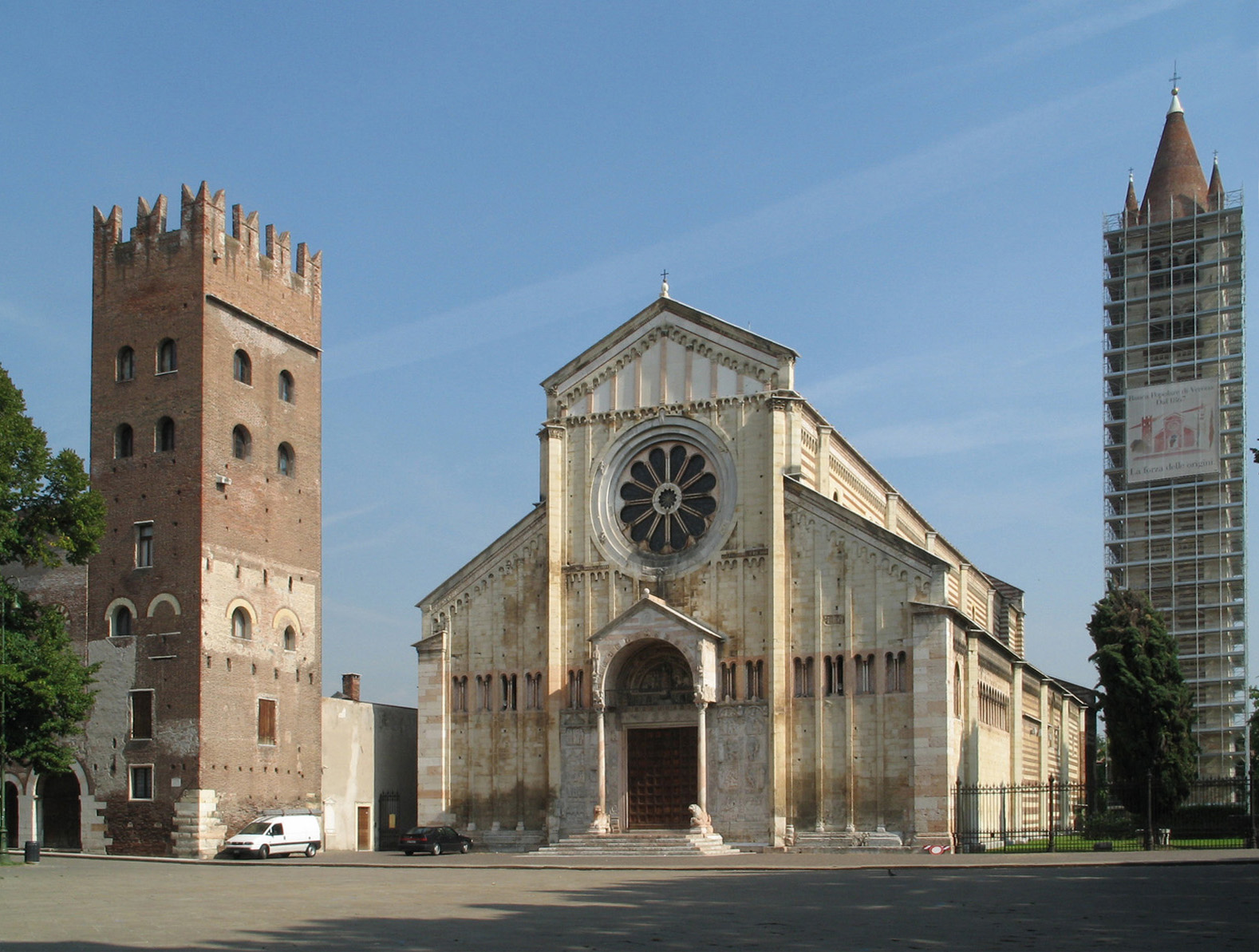
San Zeno Maggiore

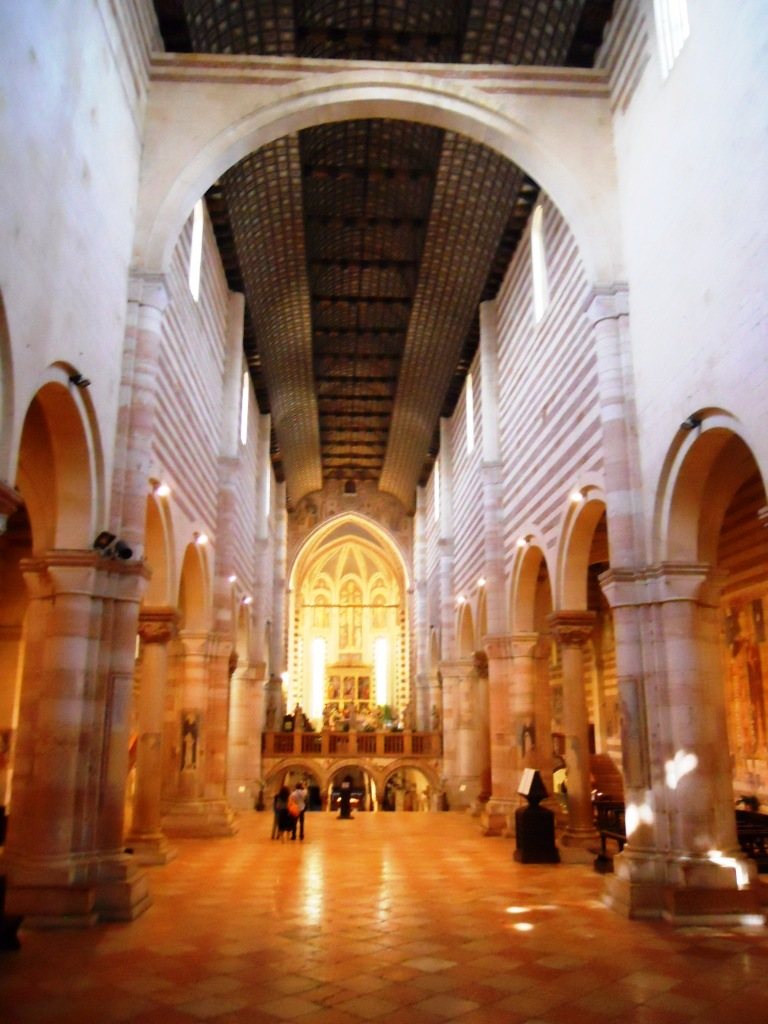
S. Zeno, vnitřek

Po zemětřesení roku 1117 byla většina kostelů ve Veroně přestavěna v románském slohu, často s typickým střídáním vrstev cihel a bílého mramoru.
Katedrála Duomo S. Maria Matricolare v severní části města je mohutná trojlodní stavba ze 12. století bez příční lodi. Po stranách vstupního portálu s kamennými lvy a polychromovaným tympanonem jsou reliéfy rytířů Olivera a Rolanda s meči, dvořanů Karla Velikého, z roku 1135 a další reliéfy světců a šiřitelů evangelia. Také jižní boční portál má bohatou sochařskou výzdobu s kamennými lvy, s Jonášem a velrybou. Prostorný interiér působí mohutnými profilovanými sloupy z červeného mramoru a bohatou výzdobou. Perlou interiéru je Tizianovo "Nanebevzetí" (1535–1540) v první kapli. V chóru vlevo je přístup do staršího baptisteria (San Giovanni in Fonte) s bohatě zdobenou kamennou křtitelnicí a ke zbytkům starokřesťanského kostela s mozaikou ze 6. století.
Původní stavba baziliky San Zeno Maggiore západně od města vznikla již v 5. století nad hrobem prvního veronského biskupa sv. Zena. Později tu byl vybudován klášter a bazilika se stala klášterním kostelem. Podle údajů na místě jej po jedné z přestaveb roku 983 vysvětil svatý Vojtěch, blízký přítel císaře Oty III. Trojlodní stavba s nižšími bočními loděmi a s rozlehlou kryptou pochází z 11. století, průčelí a zvonice ze 12. století a chór i profilovaný dřevěný strop ze 14. století. Bohatě zdobený portál s reliéfy po obou stranách je z roku 1139 a těžká vrata jsou pokryta figurálními bronzovými reliéfy z 11. století.
Vnitřek je bohatě vyzdoben různými sochami a freskami, hlavně ze 13. a 14. století. Severně ke kostelu přiléhá rajský dvůr ze 13. století.
Zpočátku klášterní kostel San Fermo Maggiore z let 1065–1140 je velmi zajímavá dvoupatrová stavba s věží. Stojí u řeky ve východní části města, na konci Via Leoni. Spodní kostel se zachoval v původní podobě jako čtyřlodí s velmi tenkými nosnými sloupy a zbytky fresek. Větší a honosnější horní kostel byl přestavěn kolem 1310, má velmi bohatou a pestrou vnitřní výzdobu a dřevěný strop zajímavého tvaru s malbami.
Kostel San Lorenzo stojí v blízkosti řeky u Castellovecchio z 11. století se dvěma nízkými okrouhlými věžemi v průčelí a zbytky freskové výzdoby uvnitř.
Prostý kostelík San Giovanni in Foro s plochým dřevěným stropem se nachází na Via Porta Borsari, blízko Piazza delle Erbe. Zvenku umístěná kamenná deska připomíná požár města v roce 1172.
Za řekou, severně od centra a na západ od římského divadla, stojí kostel Santo Stefano z 9. století, přestavěný po roce 1117, který snad původně sloužil jako katedrála. Má plochý dřevěný strop a kryptu s náhrobky středověkých biskupů.

### Gotické stavby

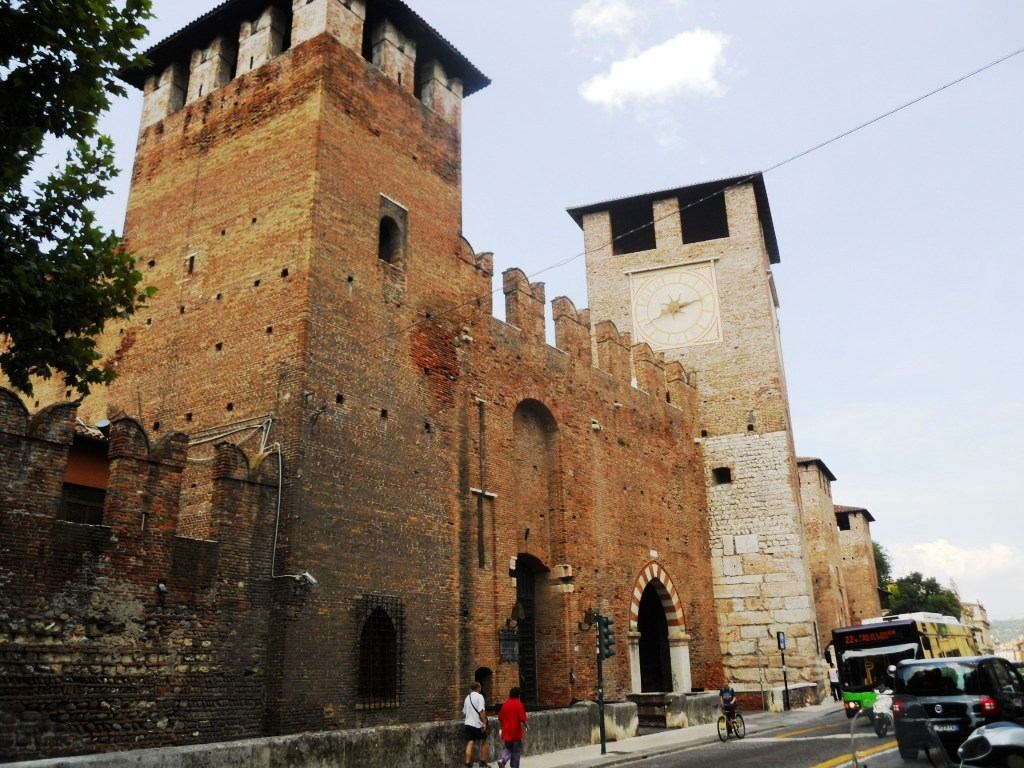
Scaligerský hrad Castel Vecchio (14. stol.)

Z pozdního středověku pochází městská hradba, jejíž velké části se zachovaly jednak uvnitř města, od velkého oblouku a věže na Piazza Bra u arény podél Via Pallone až k řece, jednak na návrších za řekou severně a východně od města.
Castelvecchio, scaligerský hrad s cihlovým mostem přes řeku Adiži ze 14. století, se rozkládá v západní části města. Gotický most s oboustranným cimbuřím a jedním velikým obloukem byl na jaře 1945 vyhozen do povětří ustupujícím wehrmachtem, ale po válce byl pečlivě znovu postaven ze součástí, vyzdvižených ze dna řeky. V hradu se nachází jedna z nejlepších veronských galerií v pozoruhodné moderní instalaci.
Cihlový kostel Sant´ Anastasia severozápadně od středu města, na konci stejnojmenné ulice, je veliká trojlodní stavba s vysokou věží z let 1290–1323, přestavovaná v 15. století. Velkolepý vnitřní prostor s 12 sloupy a mimořádně pestrou dlažbou z barevných mramorů je velmi světlý a má bohatou freskovou výzdobu z 15. století.
Františkánský kostel San Bernardino z let 1451–1466 s rajským dvorem stojí v západní části města, jižně od kostela San Zeno. Kostel má bohatou freskovou výzdobu z 15. a 16. století.
Bývalý kostel Sant´Eufemia v západní části města je vysoká a rozlehlá, ale prostá cihlová stavba s barokní klenbou, v současnosti nepřístupná.

### Pozdní renesance a baroko
Nejnápadnější stavbou je pás hradeb s hlubokým příkopem, dělostřeleckými bastiony a mohutnými nízkými branami, vybudovaný po polovině 16. století. Táhne se od řeky k řece a tvoří jižní hranici historického města. Architektonicky významné jsou zejména brány Porta del Palio a Porta Nuova od Sanmicheliho blízko hlavního nádraží. Po hradbě dnes vede krásná parková promenáda.
Kostel San Giorgio in Braida ze 16. století s cennými obrazy (Paolo Veronese, Tintoretto, Moretto a další) se nachází za řekou na SZ od města.
Za řekou a Ponte Nuovo, východně od středu města, je Palazzo Giusti (kolem 1580) s velkým terasovitým parkem a krásnou vyhlídkou na město. Jiná pozoruhodná vyhlídka se otevírá z návrší Castel San Pietro severně od města, nad římským divadlem. Už v římském období na tomto místě stála pevnost, později několikrát modernizovaná.
Z 16.–18. století pocházejí další nesčetné paláce a měšťanské domy, které tvoří celek historického města.

## Galerie

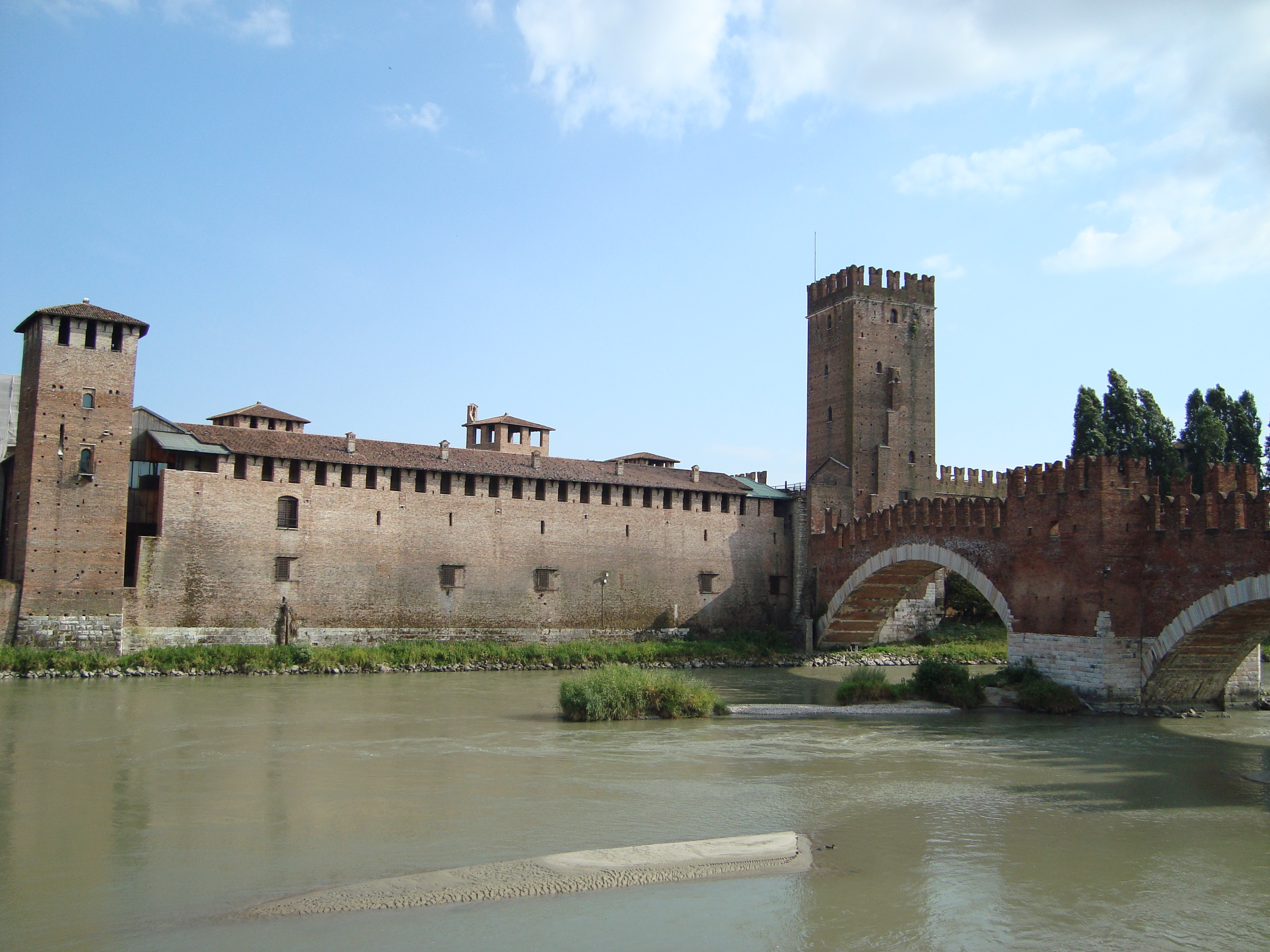
Castelvecchio a most Scaligero
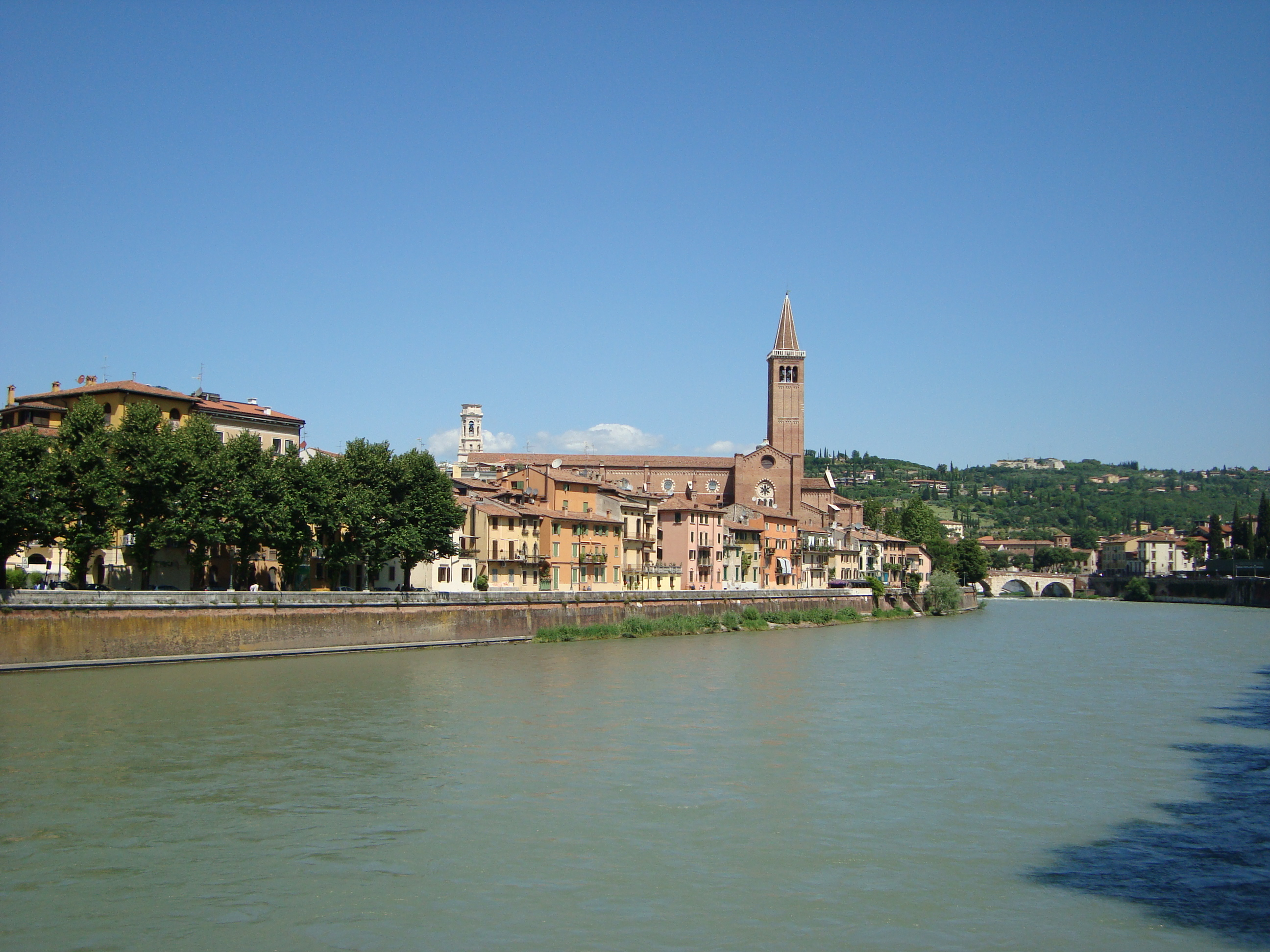
Saint'Anastasia
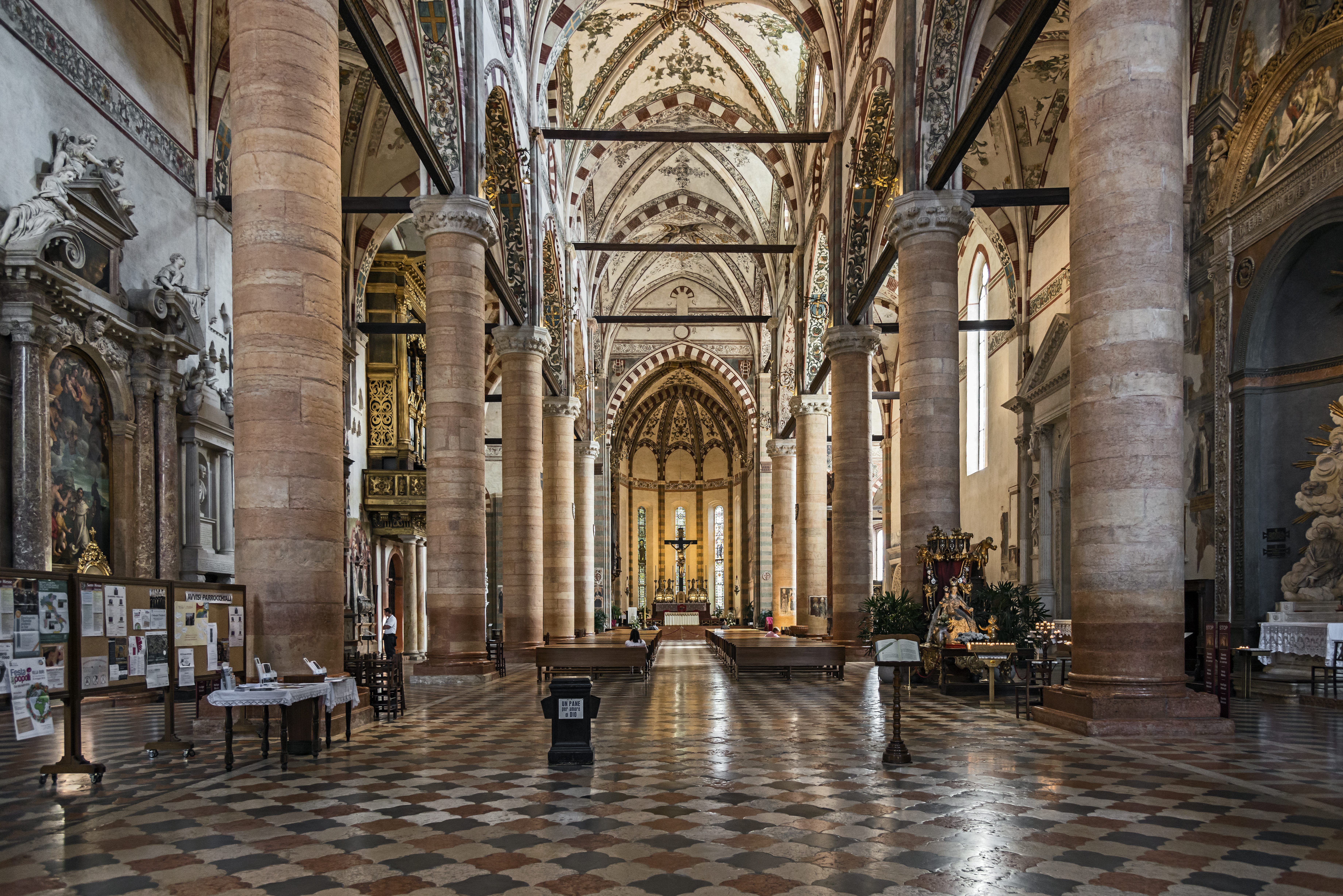
S. Anastasia, interiér
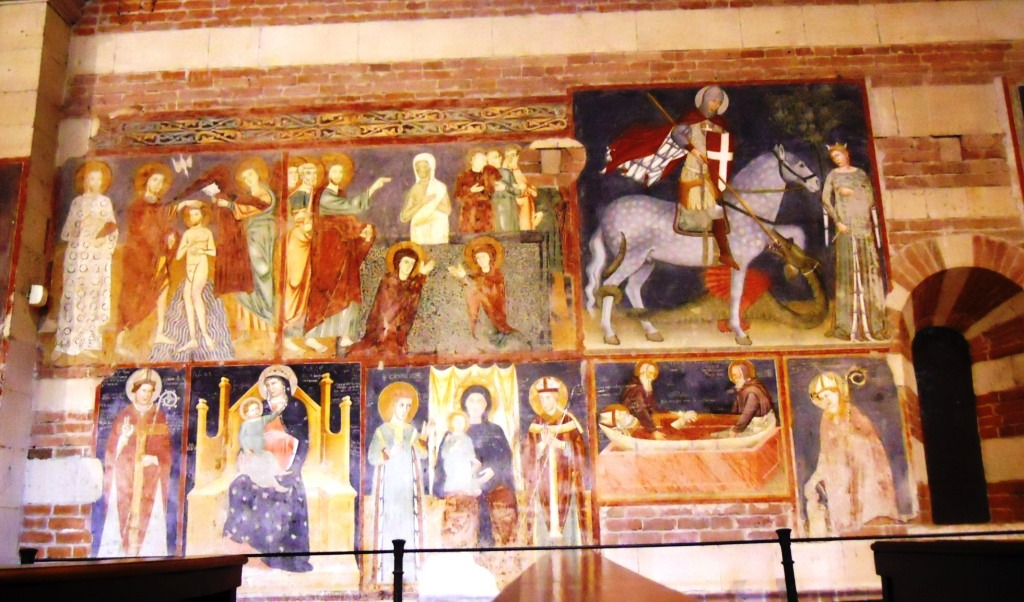
S. Zeno, fresky
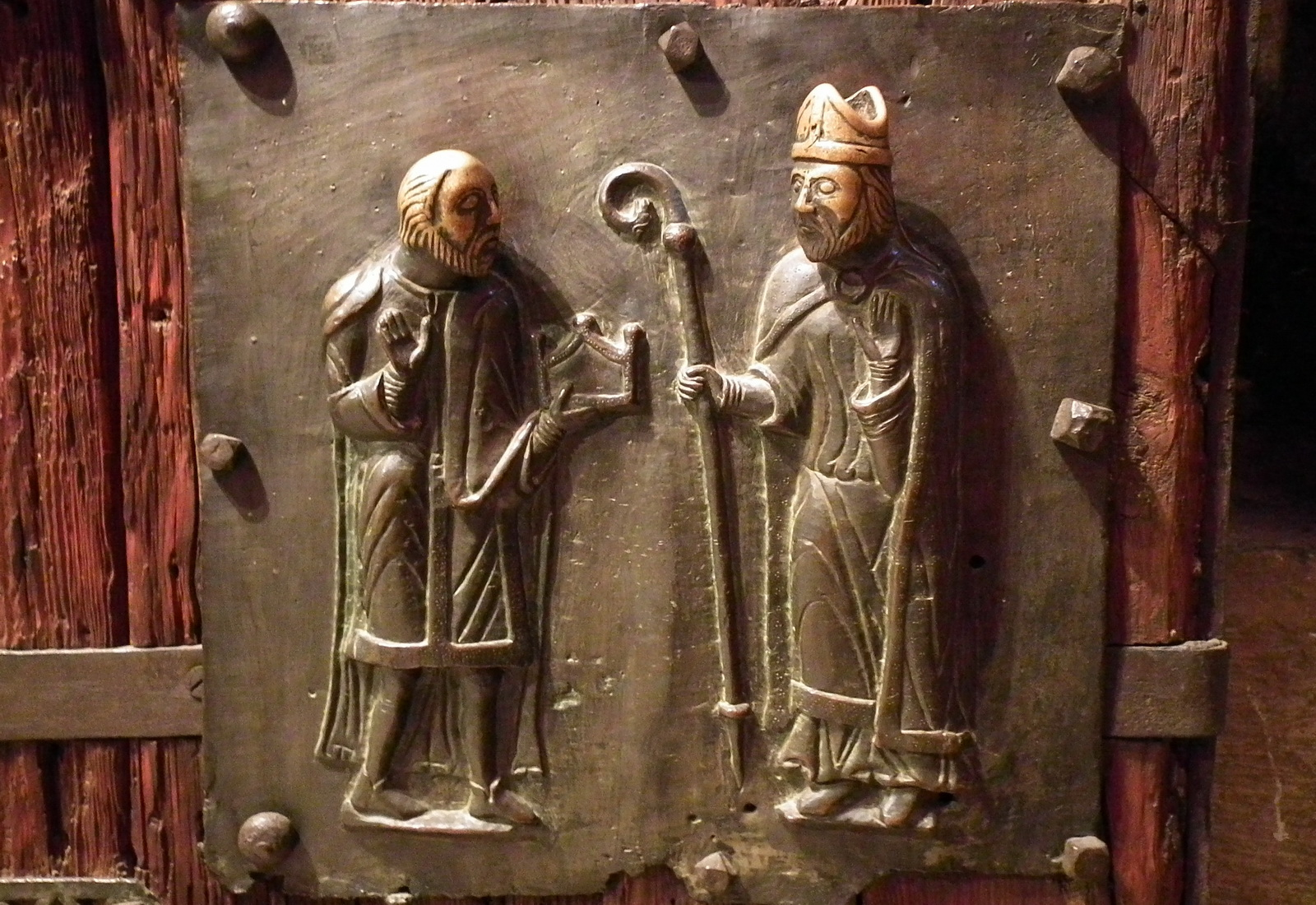
S. Zeno, bronzová vrata, detail
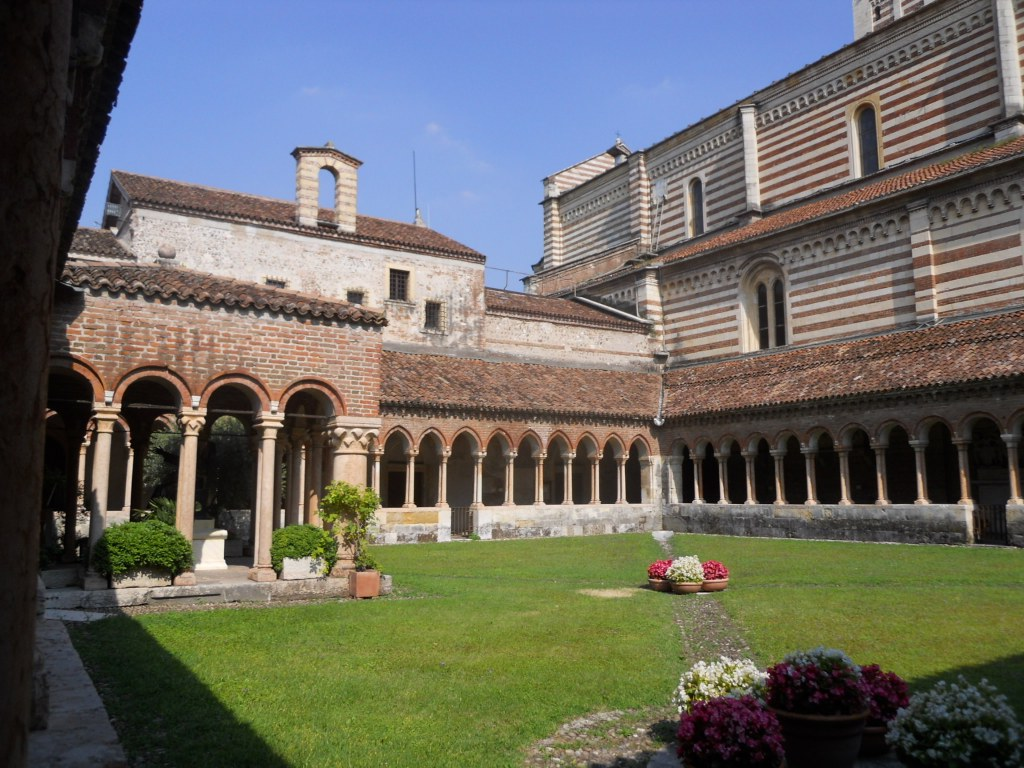
S. Zeno, rajský dvůr
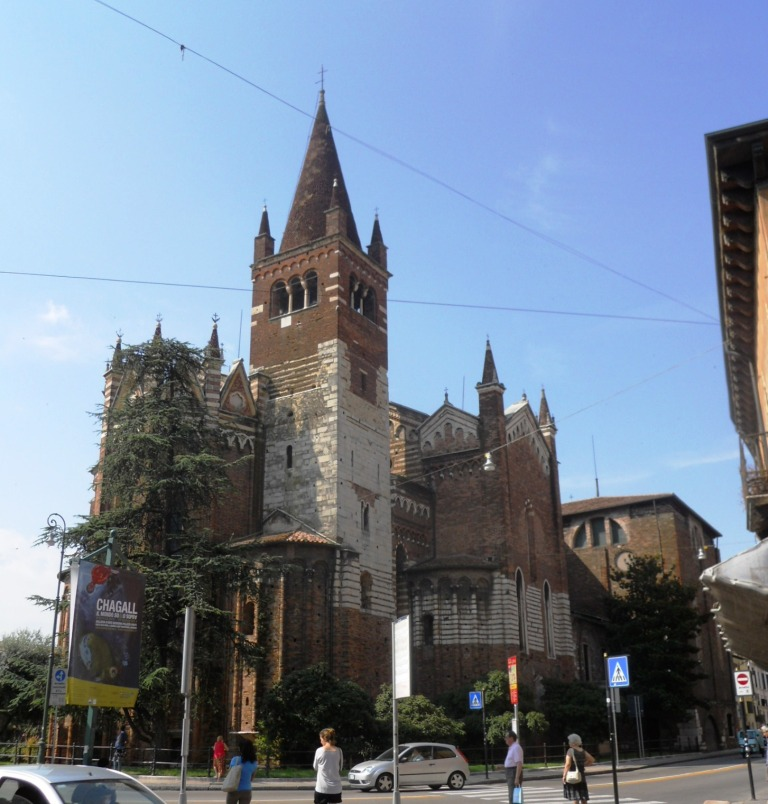
S. Fermo
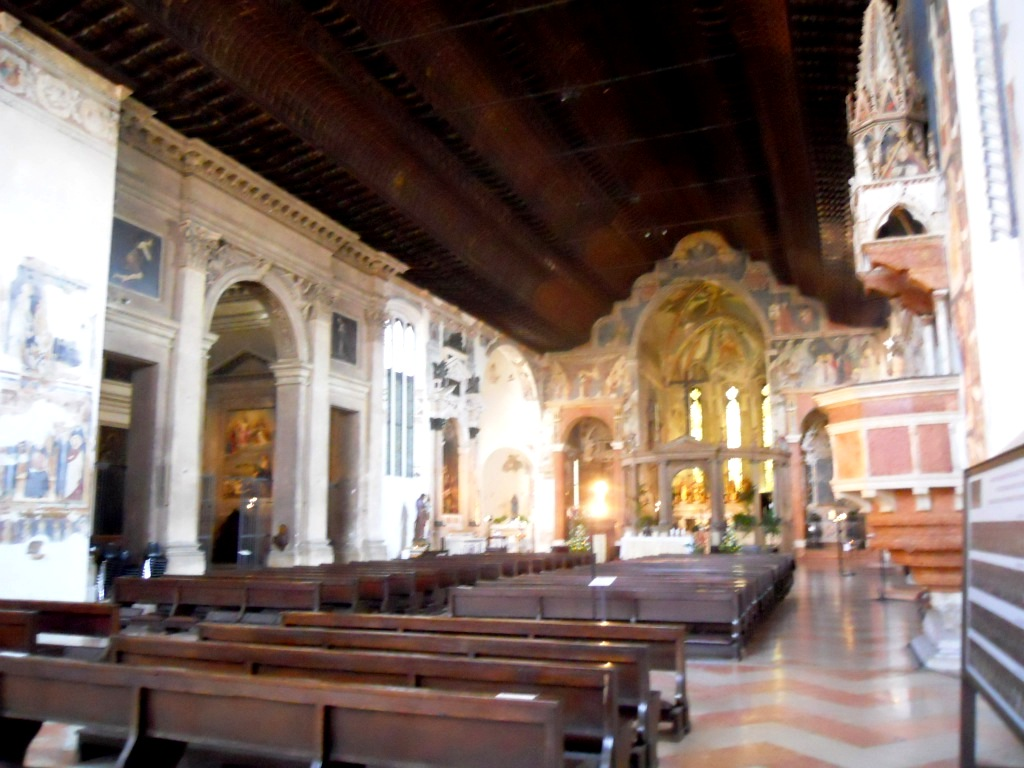
S. Fermo, vrchní kostel
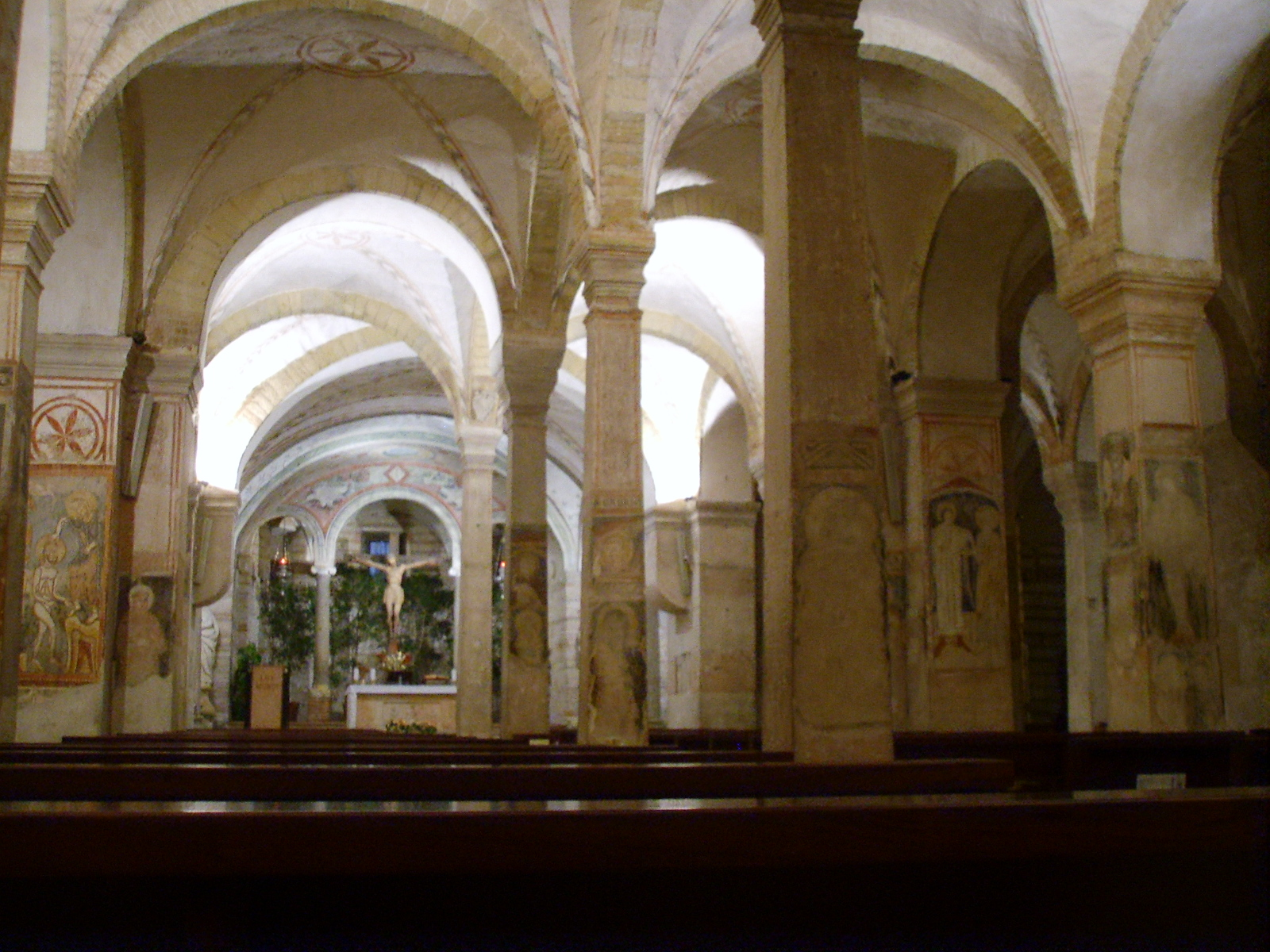
S. Fermo, spodní kostel
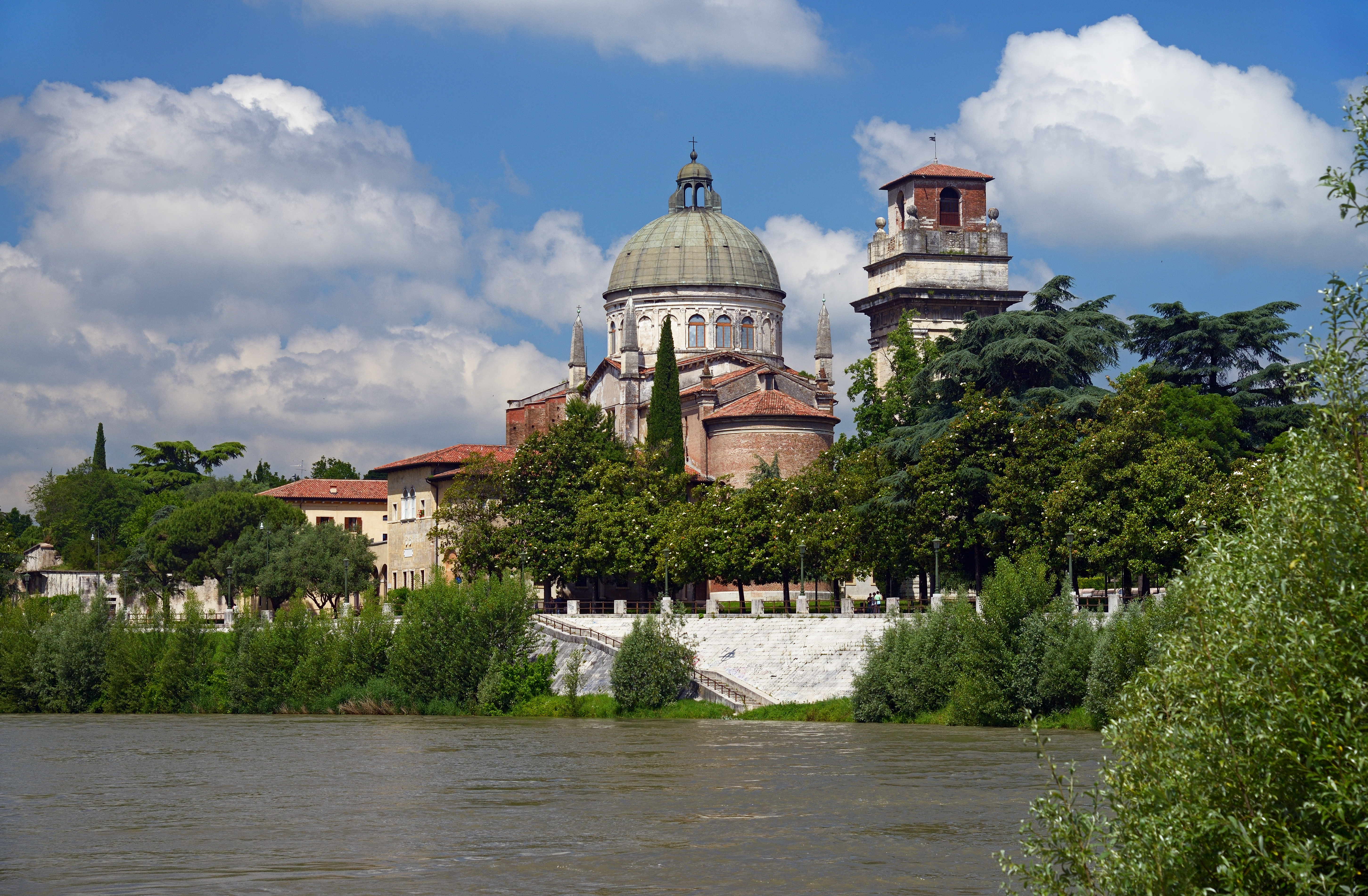
San Giorgio in Braida

## Slavní rodáci
- Catullus (asi 84 př. n. l. – 54 př. n. l.), římský básník[3]
- Petr Veronský (1205–1252), italský světec a mučedník[4]
- Girolamo Fracastoro (1478–1553), italský lékař, filosof a básník[5]
- Michele Sanmicheli (1484–1559), italský renesanční architekt[6]
- Paolo Veronese (1528–1588), italský renesanční malíř[7]
- Giuseppe Torelli (1658–1709), italský barokní hudební skladatel[8]
- Ippolito Pindemonte (1753–1828), italský básník, prozaik, dramatik a překladatel[9]
- Maddalena z Canossa (1774–1835), italská řeholnice a světice[10]
- Cesare Lombroso (1835–1909), italský psychiatr, antropolog a kriminolog[11]
- Alexandr I. Bulharský (1857–1893), bulharský kníže[12]
- Emilio Salgari (1862–1911), italský spisovatel dobrodružných románů[13]
- Richard von Bienerth-Schmerling (1863–1918), rakousko-uherský politik[14]
- Romano Guardini (1885–1968), německý filosof a katolický teolog[15]
- Mario Capecchi (* 1937), molekulární genetik, nositel Nobelovy ceny za fyziologii a lékařství za rok 2007[16]
- Gigliola Cinquetti (* 1947), italská zpěvačka a herečka[17]
- Carlo Rovelli (* 1956), italský teoretický fyzik a spisovatel[18]

## Doprava
Dálnice A4 prochází jižně v těsné blízkosti města. Jihozápadně od města je křižovatka dálnic A4 (Milán – Benátky) a A22 (Brenner – Bolzano – Modena, kde navazuje na A1). Ve městě je velmi obtížné parkování a automobilová doprava v historickém městě je silně omezená. Městskou dopravu obstarávají autobusové linky.
Ve Veroně (nádraží Porta Nuova) se kříží dvě důležité železniční trati, severojižní, která vede od Brennerského průsmyku do Říma, a západovýchodní, která spojuje Milán s Benátkami. Kromě toho odtud vyjíždí několik místních tratí, například ke Gardskému jezeru nebo do Mantovy.
Druhé nádraží, Porta Vescovo na východě města, slouží jen pro místní dopravu.
Letiště Verona leží asi 5 km na JZ od města a má přímá spojení s řadou velkých evropských letišť. S městem je spojeno autobusy.
Veřejnou dopravu z Česka zajišťují autobusy společností Tourbus a Student Agency, letecky lítá do Verony z Prahy přímá linka Volotea, přímá železniční doprava není.

## Sport
Ve městě sídlí fotbalové kluby Hellas Verona a AC ChievoVerona.

## Partnerská města
- Albany, Spojené státy americké
- Betlém, Palestina
- Detmold, Německo
- Fresno, Spojené státy americké
- Košice, Slovensko
- Mašhad, Írán
- Nagahama, Japonsko
- Mnichov, Německo
- Nîmes, Francie
- Pula, Chorvatsko
- Ra'anana, Izrael
- Salcburk, Rakousko

## Vývoj počtu obyvatel
Počet obyvatel